# Culicoides pseudolangeroni
Culicoides pseudolangeroni är en tvåvingeart som beskrevs av Kremer, Chaker och Delecolle 1982. Culicoides pseudolangeroni ingår i släktet Culicoides och familjen svidknott.
Artens utbredningsområde är Tunisien. Inga underarter finns listade i Catalogue of Life.